# Karen Strom
Karen Marie Strom (18 de agosto de 1941 - 29 de abril de 2014) fue una astrónoma estadounidense conocida por su trabajo sobre la evolución estelar y las estrellas T Tauri, y descrita como una "líder mundial en el estudio de la formación estelar". También fue una fotógrafa de bellas artes cuyo trabajo se encuentra en las colecciones de varios museos, y una historiadora de la cultura nativa americana.

## Biografía
Strom nació en Fairfax, Oklahoma, el 18 de agosto de 1941. Después de graduarse de la Universidad de Harvard en 1964, trabajó durante varios años en el Observatorio Astrofísico Smithsoniano. En 1969, siguió a su esposo Stephen Strom a la Universidad de Stony Brook como investigadora asociada, y en 1972 se mudaron nuevamente al Observatorio Nacional de Kitt Peak, en Tucson, Arizona. Se mudaron nuevamente a la Universidad de Massachusetts Amherst en 1983, donde Strom se convirtió en investigadora asociada y más tarde en investigadora sénior,  regresando a Tucson en 1998.  Murió el 29 de abril de 2014.

## Fotografía
La fotografía de Strom "Chapel Grid" (1981), una impresión en gelatina de plata, se encuentra en la colección del Museo de Bellas Artes de Houston. Cuatro de sus impresiones digitales, estudios de los azulejos de la Alhambra de 2012 a 2013, se encuentran en la colección del Museo de Arte de Tucson. Otras de sus obras se encuentran en las colecciones del Centro de Fotografía Creativa de la Universidad de Arizona, el Museo de Arte Fred Jones Jr. de la Universidad de Oklahoma y el Museo de Arte de Santa Bárbara.

## Reconocimiento
En 1986 el Instituto Nacional de Astrofísica, Óptica y Electrónica de México le otorgó a Strom un doctorado honoris causa.
El planeta menor 4604 Stekarstrom, descubierto en 1987, recibió el nombre de Strom y su esposo.